# 磯丸水産
磯丸水産（いそまるすいさん）はSFPホールディングス株式会社が運営する海鮮居酒屋チェーン。主に関東地方と近畿地方で展開している。

## 概要
漁師料理の浜焼きスタイルを取り入れた、魚貝類を卓上コンロを使用して客自身が焼き上げる「磯丸焼き」という独特のスタイルを元に、海の家や、イカ釣り漁船のように明るい店内で24時間営業を行っていることが特徴となっている。
2009年2月東京都武蔵野市吉祥寺に1号店をオープン。2013年8月に近畿地方初出店。同年12月には、50店舗達成。2015年5月には100店舗を達成した。近年は安価な海鮮が食べられるということから中国人観光客に人気の店となっているという。
女子高生の間で広まった「おけまる水産」や「あざまる水産」などを始めとした「○○まる水産」系統の言葉の元となったとされている。

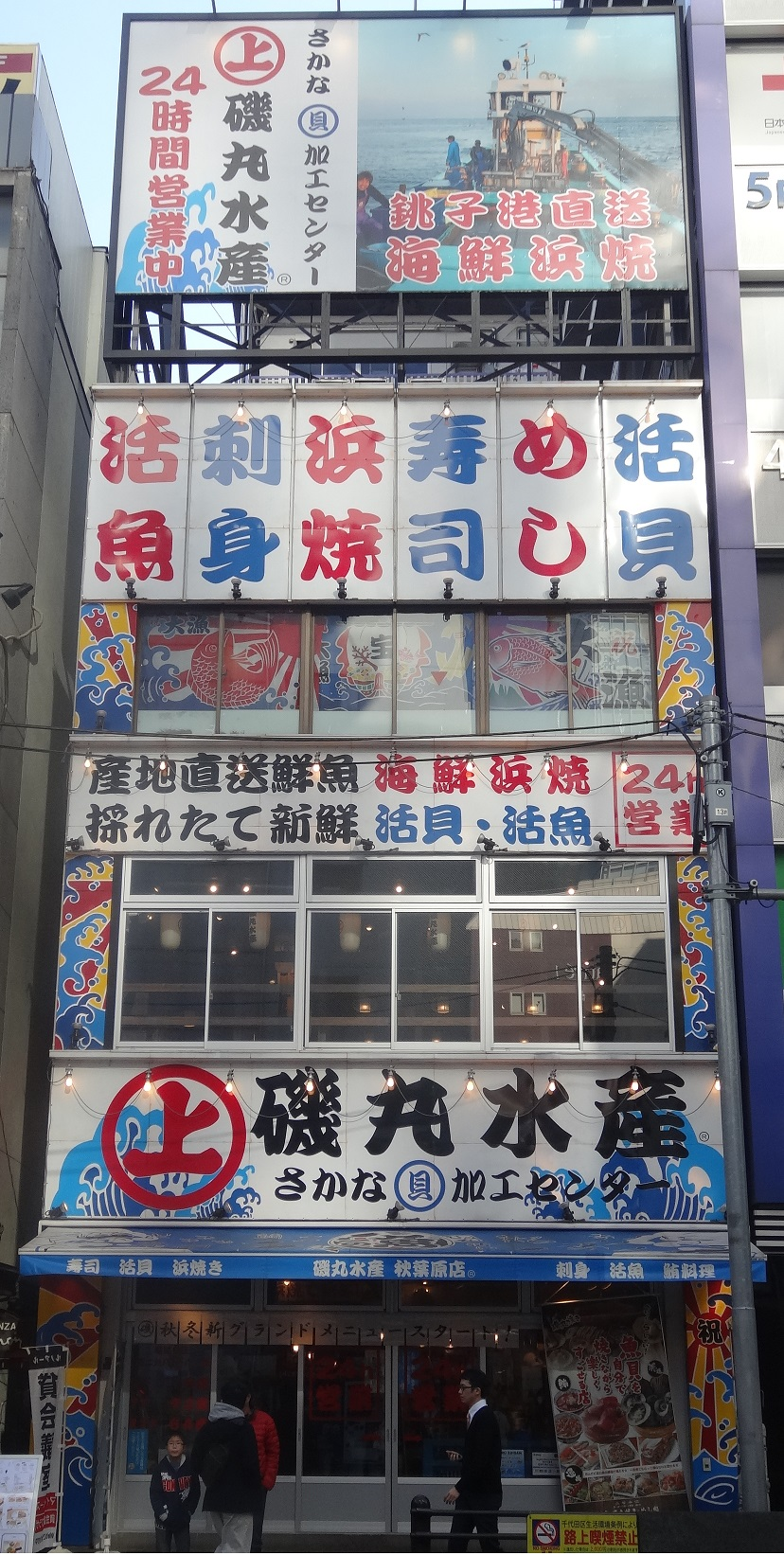
秋葉原店
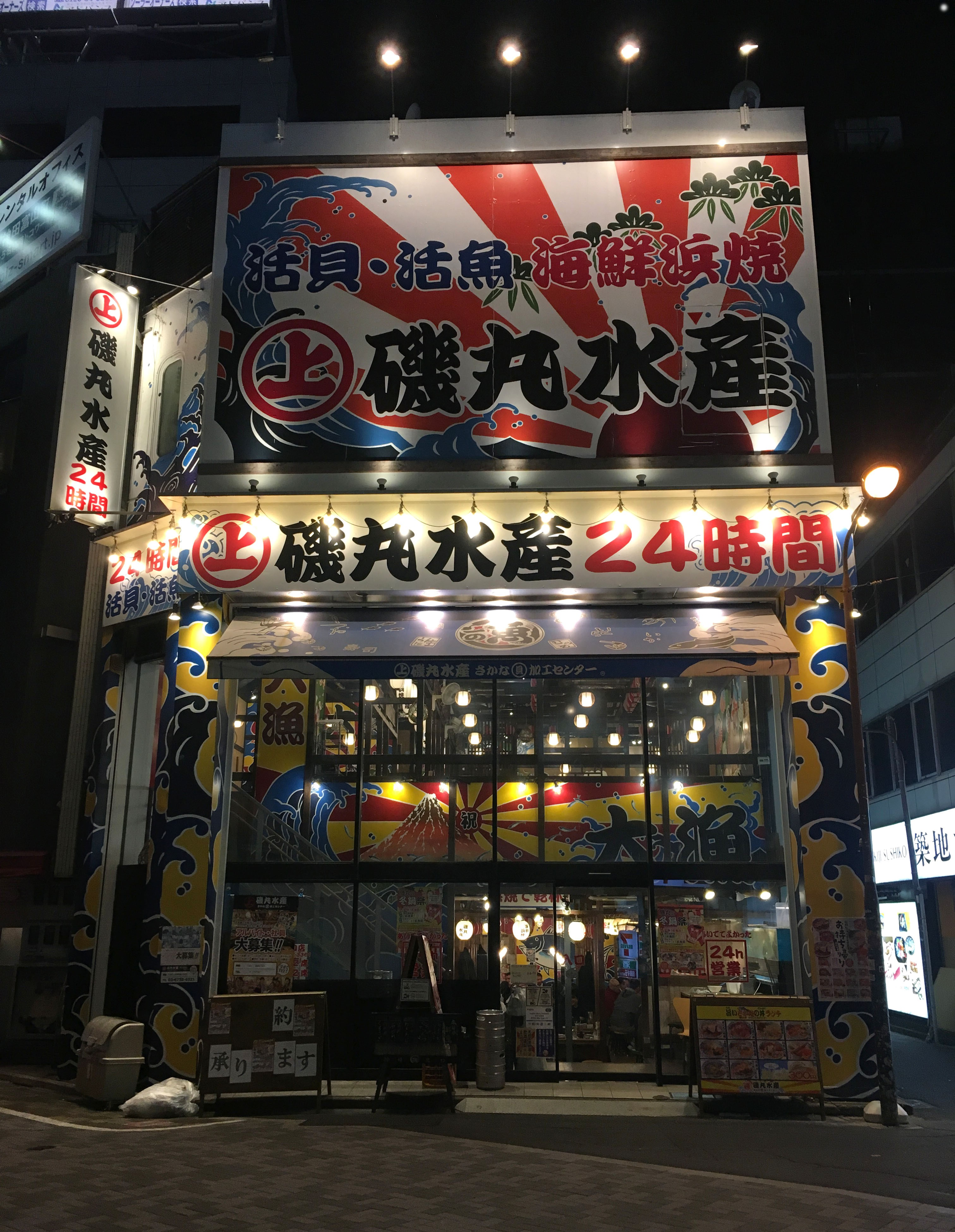
神田北口店